# Stjärtfluss
Stjärtfluss är ett samlingsnamn för underlivsinfektion med streptokocker grupp A. Drabbar främst barn, och är en infektion runt ändtarmsöppning, förhuden, vagina och/eller huden däromkring. Ger ofta långvariga lokala obehag men sällan feber. 
Kan ofta missuppfattas som till exempel svampinfektion, men diagnosen är lätt om man tar prov med samma typ av snabbtest som används för att påvisa streptokocker vid halsfluss. Behandlas med antibiotika. 
Stjärtfluss utvaldes till ett av 2005 års nyord enligt Språkrådet.